# Аминта I Македонски
Вижте пояснителната страница за други личности с името Аминта.
Аминта I (на старогръцки: Ἀμύντας Aʹ, старогръцко произношение Амюнтас, новогръцко Аминдас) от династията Аргеади е цар на Древна Македония от 547 г. пр. Хр. до 498 г. пр. Хр. и син на цар Алкет I.
Той се жени за Евредика и е баща на Александър I и на Гигая, която се омъжва за персийския инженер Бубар, син на Мегабаз.
Аминта е първият владетел на страната си, който поддържа връзки с други държави. Той сключва съюз с Пизистратидите от Атина и предлага на Хипий територията на Антемунт на Термайския залив, когато този е изгонен от Атина.
Под неговото управление Македония става задължена да плаща трибути на персийския велик цар Дарий I. След похода си против скити те и пеонийците персийският пълководец Мегабаз изпраща делегация при Аминта и изисква земя и вода като знак на подчинение. Аминта, който се вижда застрашен от войската от 80 000 персийци, се съгласява веднага. При един банкет персийците се държали неуважително и престолонаследникът Александър наредил тяхното убийство. За да успокои персийците, Александър им изпраща по-късно трибут и своята сестра Гигая.
След неговата смърт на трона идва неговият син Александър I.